# Anisodes dicycla
Anisodes dicycla är en fjärilsart som beskrevs av Louis Beethoven Prout 1936. Anisodes dicycla ingår i släktet Anisodes och familjen mätare. Inga underarter finns listade i Catalogue of Life.